# Фредерік X
Фредерік X (дан. Frederik 10.; нар. 26 травня 1968) — король Данії. Зійшов на престол після зречення королеви Марґрете II 14 січня 2024 року.
Старший син королеви Марґрете II і принца Генріка. Народився під час правління свого діда, короля Фредеріка IX, і став кронпринцом після сходження на данський престол своєї матері 14 січня 1972 року. Навчався приватно вдома, а також у школі Кребса, École des Roches і Ерегорській гімназії. Дістав ступінь магістра політичних наук в Орхуському університеті. Після навчання працював на дипломатичних посадах в ООН і в Парижі. Служив в усіх трьох родах Збройних сил Данії.

## Генеалогія і ранні роки
Фредерік народився в результаті екстреного кесаревого розтину в Державному госпіталі в Копенгагені 26 травня 1968 року о 23:50 у принцеси Маргрете, найстаршої дочки короля Фредеріка IX, наступниці данського престолу, і принца Генріка. У момент його народження його дід по материнській лінії був на данському престолі, а прадід по материнській лінії — на шведському.
По лінії батька, Його Королівської Високості Принца Генріка (вродженого Анрі-Марі-Жана-Андре, графа де Лаборд де Монпеза), належить до французького графського роду Лаборд де Монпеза. По лінії матері, Її Величності Королеви Маргрете II, належить до династії Глюксбургів. Король Фредерік є праправнуком британської королеви Вікторії.
Був охрещений 24 червня 1968 року в церкві Гольмен у Копенгагені. Названий Фредеріком на честь діда з боку матері, короля Фредеріка IX, за данською традицією називати спадкоємця престолу іменами Фредерік або Кристіан.

## Наступник престолу
Вивчав політичні науки, з 1992 по 1993 рік навчався в Гарвардському університеті, у лютому 1995 р. здобув ступінь кандидата політичних наук.
1994 року стажувався в данській місії при ООН у Нью-Йорку. Від жовтня 1998 до жовтня 1999 р. — перший секретар посольства Данії в Парижі.
Проходив військову службу в лавах армії, повітряного й морського флотів. Зокрема, служив в елітному підрозділі підводних плавців. Від 2004 року — капітан-командор флоту, підполковник армії і авіації.
Брав участь у полярній експедиції «Сиріус-2000».
30 квітня 2008 року офіційно опубліковано королівське волевиявлення, згідно з яким «Його Королівській Високості кронпринцу, Його Королівській Високості принцу Йоакіму додається титул графів Монпеза. Її Королівській Високості спадковій принцесі Мері і Його Королівській Високості Принцу Йоакіму, майбутній дружині Марі Кавальє (Marie Cavallier) відповідно додається титул графинь Монпеза».
Титул буде передаватися в спадок, що на практиці означає, що спадкоємці по чоловічій лінії будуть носити графський титул Монпеза, а по жіночій лінії (неодружені дочки) — титул графинь Монпеза.
Офіційний титул як престолонаслідника — Його Королівська Високість Кронпринц Фредерік, граф Монпеза (дан. Hans Kongelige Højhed Kronprins Frederik, greve af Monpezat).
Від 22 лютого 2023 року — регент при своїй матері, королеві Марґрете II, яка перенесла складну операцію на спині. 16 квітня 2023 року королева повернулася до виконання своїх обов'язків.

## Правління
У новорічному зверненні 31 грудня 2023 року мати кронпринца Фредеріка, королева Марґрете II, заявила про зречення від престолу. 14 січня 2024 року, в день 52-ї річниці початку свого правління, Маргрете II на засіданні Державної ради в палаці Крістіансборг зреклася престолу. Після цього на балконі палацу прем'єр-міністерка Метте Фредеріксен проголосила Фредеріка X новим королем Данії.
Наприкінці січня 2024 року король Фредерік здійснив свій перший закордонний візит як монарх. На чолі делегації урядових і ділових чиновників він відвідав Польщу, де зустрівся з президентом Анджеєм Дудою. На час відсутності короля в Данії регентом призначено його сина — кронпринца Крістіана.
6—7 травня Фредерік X та королева Мері здійснили державний візит до Швеції, а 14—15 травня — до Норвегії. Улітку разом із дітьми, близьнюками Вінсентом та Йозефіною, відвідали з офіційним візитом Гренландію.
У січні 2025 року на тлі заяв обраного президента США Дональда Трампа про можливу купівлю США Гренландії Фредерік X видав указ про внесення змін до герба Данії, яким зробив помітнішими символи Гренландії та Фарерських островів.

## Особисте життя

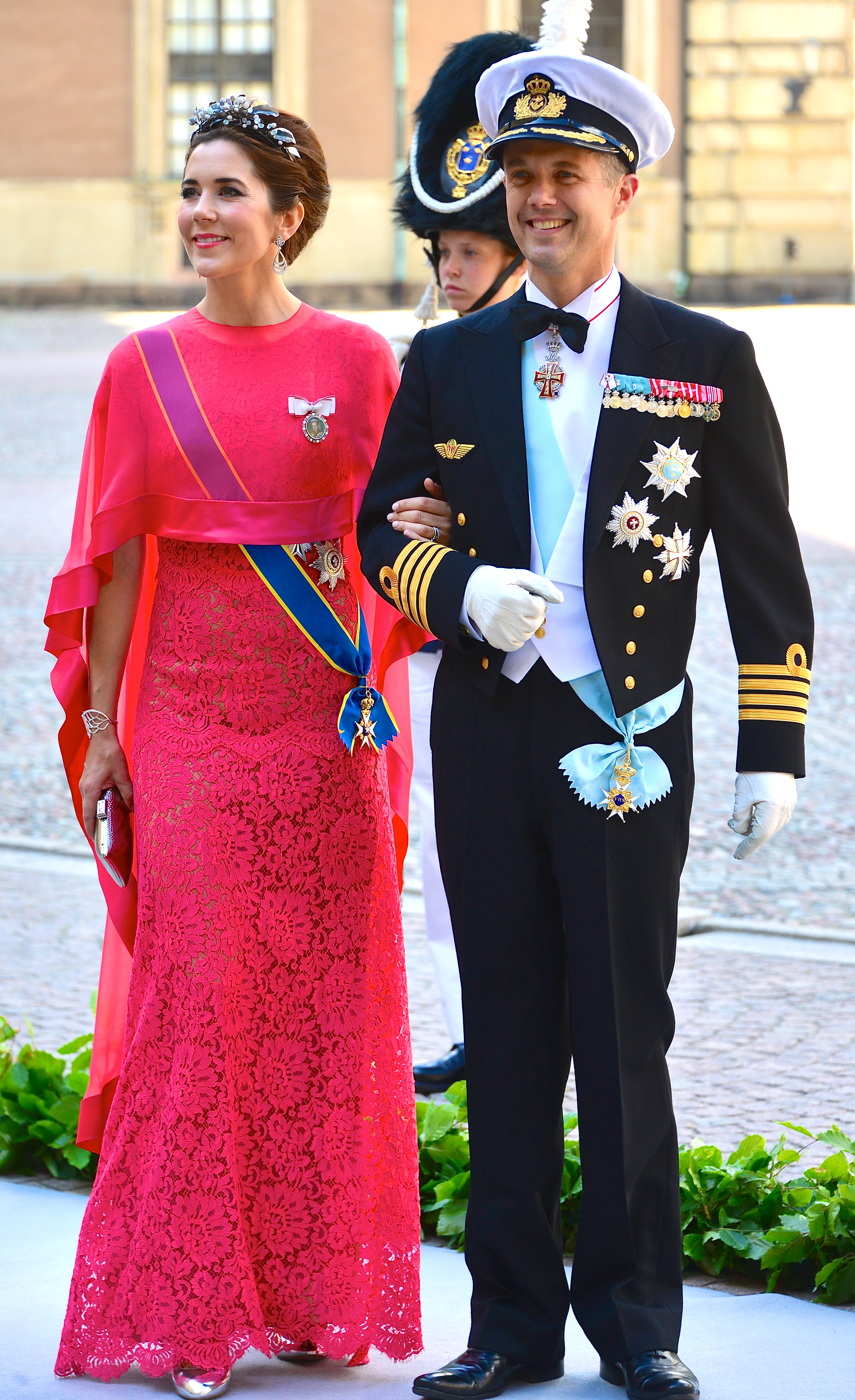
Кронпринц Фредерік з дружиною Мері, 2013

У 2000 році в сіднейському пабі під час Літніх Олімпійських ігор кронпринц Фредерік зустрівся з австралійкою Мері Елізабет Дональдсон. 8 жовтня 2003 року між ними відбулися заручини. 14 травня 2004 року в Копенгагені між ними був укладений шлюб. Того ж дня Мері отримала титул принцеси Данії.
15 жовтня 2005 о 01:57 у кронпринца і кронпринцеси народився син — принц Крістіан Вальдемар Анрі Джон (дан. Christian Valdemar Henri John), другий у лінії спадкоємства данського престолу (очікується, що з часом він буде царювати як Крістіан XI). Його хрестини відбулися 21 січня 2006 року в палацовій каплиці Крістіансборг.
У кронпринца Фредеріка й кронпринцеси Мері 21 квітня 2007 року народилася дочка — принцеса Ізабелла Генрієта Інгрід Маргрете (дан. Isabella Henrietta Ingrid Margrethe). Хрещена 1 липня 2007 року в церкві палацу Фреденсборг.
У серпні 2010 королівський двір оголосив про те, що Їхні Високості кронпрінц Фредерік і кронпринцеса Мері чекають близнят у січні 2011 року. 8 січня 2011 у кронпринца і кронпринцеси народилися хлопчик і дівчинка в госпіталі Рігсгоспіталет — принц Вінсент Фредерік Мінік Олександр та принцеса Йозефіна Софія Івало Матильда.
У листопаді 2023 року ЗМІ помітили кронпринца Фредеріка в Мадриді з мексиканською акторкою Хеновевою Касановою, що спричинило появу чуток про подружню зраду Фредеріка щодо його дружини Мері.

## Нагороди
| - Кавалер ордена Слона - Великий командор ордена Данеборг - Кавалер Великого хреста ордена «За заслуги перед Італійською Республікою» - Кавалер Великого хреста цивільного і військового ордена заслуг Адольфа Нассауского (Люксембург) - Орден Серафимів (Швеція) - Кавалер Великого хреста ордена Святого Олафа (Норвегія) - Кавалер Великого хреста ордена Білої троянди (Фінляндія) - Кавалер Великого хреста ордена Terra Mariana (Естонія) - Кавалер Великого хреста ордена Трьох зірок (Латвія) - Кавалер Великого хреста ордена Леопольда (Бельгія) | - Кавалер Великого хреста ордена Сокола (Ісландія) - Кавалер Великого хреста ордена Відродження (Йорданія) - Орден Хризантеми (Японія) - Кавалер Великого хреста ордена Південного Хреста (Бразилія) - Кавалер Великого хреста ордена Ріу-Бранку (Бразилія) - Кавалер Великого хреста ордена Chula Chom Klao (Таїланд) - Кавалер Великого хреста ордена «За заслуги перед ФРН» - Кавалер Великого хреста ордена Зірки Румунії - Орден «Стара Планина» 1 ступеня - Кавалер Великого хреста ордена Ojaswi Rajanya (Непал) - Кавалер Великого хреста ордена Пошани (Греція) |

## Відомі вислови кронпринца Фредеріка
| «Ми маємо представляти народ і кожну душу нашої нації найкращим чином» | — під час державного візиту до України 2011 року.

## Позначки
1. ↑  Середні імена йому дано на честь діда з боку батька, Андре де Лаборд де Монпезат; батька, принца Генріка; і прадіда з боку матері, Кристіана X.